# Horace Disston
Horace Cumberland Disston  (Philadelphia, SAD, 7. siječnja 1906. – Camden, 30. rujna 1982.) je bivši američki hokejaš na travi. 
Osvojio je brončano odličje na hokejaškom turniru na Olimpijskim igrama 1932. u Los Angelesu. Odigrao je dva susreta na mjestu veznog igrača.
Na hokejaškom turniru na Olimpijskim igrama 1936. u Berlinu je odigrao tri susreta na mjestu veznog igrača. SAD su izgubile sva tri susreta u skupini i nisu prošle u drugi krug. Te je godine igrao za Philadelphia Cricket Club.

## Vanjske poveznice
- Profil na Sports-Reference.com  Arhivirana inačica izvorne stranice od 19. svibnja 2011. (Wayback Machine)